# Bartolomeo dei Folcacchieri
Bartolomeo dei Folcacchieri detto L'Abbagliato (Siena, 1235 circa – 1300) è stato un politico italiano senese, citato da Dante Alighieri in un passo dell'Inferno (XXIX 127-129).
Viene citato a proposito dei vani senesi da Capocchio, un alchimista che nella decima Malebolgia è condannato a soffrire la lebbra. Lo stile dell'episodio è comico-popolare con Dante e Capocchio che, dopo una novella amara del dannato Griffolino d'Arezzo, stanno parlando dei senesi e Capocchio ha iniziato un'ironica lista di personaggi della cosiddetta brigata spendereccia che fecero "oculate" spese.
Viene nominato come colui che suo senno proferse.
Si tratta di un personaggio storico realmente esistito, fratello del rimatore Folcacchiero dei Folcacchieri. Nonostante l'incontenibile scialacqueria giovanile, da adulto fu un importante politico di Siena e ricoprì numerose cariche pubbliche: fu podestà di Monteriggioni nel 1288 e di Monteguidi nel 1300, prima di morire quello stesso anno, dopo la primavera, momento nel quale Dante collocò il suo viaggio ultraterreno, perciò non è elencato tra i dannati direttamente ma oggetto solo di citazione.